# Lazzaro Mocenigo (1938)
| «Ладзаро Моченіго»                                                           | «Ладзаро Моченіго» | «Ладзаро Моченіго» |
| ---------------------------------------------------------------------------- | --- | --- |
| Lazzaro Mocenigo                                                             | | |
|                                                                              | | |
| Італійський підводний човен «Енріко Таццолі», однотипний з «Лацаро Моченіго» | | |
| Верф                                                                         | CRDA, Монфальконе | CRDA, Монфальконе |
| Під прапором                                                                 | Королівство Італія | Королівство Італія |
| Належність                                                                   | Королівські військово-морські сили Італії | Королівські військово-морські сили Італії |
| Порт приписки                                                                | Неаполь BETASOM Кальярі | Неаполь BETASOM Кальярі |
| На честь                                                                     | Ладзаро Моченіго | Ладзаро Моченіго |
| Закладений                                                                   | 19 січня 1937 | 19 січня 1937 |
| Спуск на воду                                                                | 20 листопада 1937 | 20 листопада 1937 |
| Введений до складу флоту                                                     | 16 серпня 1938 | 16 серпня 1938 |
| На службі                                                                    | 1938—1942 | 1938—1942 |
| Загибель                                                                     | 15 травня 1943 року потоплений у порту Кальярі американською авіацією | 15 травня 1943 року потоплений у порту Кальярі американською авіацією |
| Сучасний статус                                                              | затоплений | затоплений |
| Бойовий досвід                                                               | Друга світова війна Битва за Атлантику Середземномор'я | Друга світова війна Битва за Атлантику Середземномор'я |
| Проєкт                                                                       | | |
| Тип ПЧ                                                                       | дизель-електричний крейсерський підводний човен | дизель-електричний крейсерський підводний човен |
| Основні характеристики                                                       | | |
| Швидкість (надводна)                                                         | 17,4 вузлів (32,2 км/год) | 17,4 вузлів (32,2 км/год) |
| Швидкість (підводна)                                                         | 8 вузлів (15 км/год) | 8 вузлів (15 км/год) |
| Робоча глибина занурення                                                     | 100 м | 100 м |
| Дальність плавання                                                           | 7500 миль (13900 км) на швидкості 9,4 вузлів у надводному положенні 2500 миль (4600 км) на швидкості 17 вузлів у надводному положенні 120 миль (220 км) на швидкості 3 вузли (5,6 км/год) у підводному положенні | 7500 миль (13900 км) на швидкості 9,4 вузлів у надводному положенні 2500 миль (4600 км) на швидкості 17 вузлів у надводному положенні 120 миль (220 км) на швидкості 3 вузли (5,6 км/год) у підводному положенні |
| Екіпаж                                                                       | 58 офіцерів та матросів | 58 офіцерів та матросів |
| Розміри                                                                      | | |
| Довжина найбільша (по КВЛ)                                                   | 73 м | 73 м |
| Ширина корпусу найб.                                                         | 7,19 м | 7,19 м |
| Висота                                                                       | 5,1 м | 5,1 м |
| Середня осадка (по КВЛ)                                                      | 4,7 м | 4,7 м |
| Водотоннажність надводна                                                     | 1060 тонни | 1060 тонни |
| Силова установка                                                             | | |
| Дизель-електрична: 2 × дизельних двигуни CRDA 2 × електродвигуни CRDA        | | |
| Гвинти                                                                       | 2 | 2 |
| Потужність                                                                   | 2 × 1800 к.с. (дизелі) 2 × 550 к.с. (електродвигуни) | 2 × 1800 к.с. (дизелі) 2 × 550 к.с. (електродвигуни) |
| Озброєння                                                                    | | |
| Артилерія                                                                    | 2 × 100-мм гармати OTO Mod. 1928 | 2 × 100-мм гармати OTO Mod. 1928 |
| Торпедно- мінне озброєння                                                    | 8 × 533-мм торпедних апаратів 16 торпед | 8 × 533-мм торпедних апаратів 16 торпед |
| ППО                                                                          | 4 × 13,2-мм зенітних кулемети Breda Model 1931 | 4 × 13,2-мм зенітних кулемети Breda Model 1931 |

«Ладзаро Моченіго» (італ. Lazzaro Mocenigo) — військовий корабель, дизель-електричний крейсерський підводний човен типу «Марчелло» Королівських ВМС Італії за часів Другої світової війни. «Ладзаро Моченіго» був закладений 19 січня 1937 року на верфі компанії CRDA у Монфальконе. 20 листопада 1937 року він був спущений на воду, а 16 серпня 1938 року увійшов до складу Королівських ВМС Італії.

## Історія служби
Після введення до строю корабель був включений до II групи підводних човнів, що базувалася в Неаполі, де використовувався для навчання. У червні 1939 року під командуванням капітан-лейтенанта Джуліо К'яламберто здійснив перехід з Неаполя до Віго, щоб перевірити умови перетину Гібралтарської протоки італійськими підводними човнами.
На початку Другої світової війни «Ладзаро Моченіго» здійснив три безрезультатні бойові походи (на чолі з капітаном корвету Вітторе Кармінаті) у Середземному морі; тоді було вирішено відправити його до Франції для подальших дій в Атлантиці.
У вересні 1940 року до французького Бордо на базу BETASOM почали прибувати італійські підводні човни, яких незабаром стало 27, котрі незабаром приєдналися до німецьких підводних човнів у полюванні на судноплавство союзників; поступово їхнє число збільшиться до 32. Вони зробили вагомий внесок у битву за Атлантику, попри те, що командувач підводного флоту ВМС Німеччини адмірал Карл Деніц відгукнувся про італійських підводників: «недостатньо дисципліновані» і «не в змозі залишатися спокійним перед лицем ворога».
19 листопада 1942 року біля Кап-де-Фер (з новим командиром капітаном-лейтенантом Альберто Лонгі) «Ладзаро Моченіго» атакував транспорт чотирма торпедами, одна з яких, можливо, пошкодила судно.
О 5:56 ранку 14 грудня 1942 року поблизу мису Бон італійський човен атакував чотирма торпедами по ряду кораблів, схожих на есмінці класу «Трайбл». Насправді це був британський легкий крейсер «Аргонот», який був уражений двома торпедами у носову і кормову частини; на борту корабля загинуло 3 британські матроси, сам корабель зазнав дуже серйозні пошкодження. Лише через рік крейсер повернувся до строю.